# Puchar Świata w skeletonie 2024/2025
Ten artykuł dotyczy trwającego lub niedawnego wydarzenia sportowego. Informacje w nim zamieszczone mogą się zmienić lub zdezaktualizować wraz z postępem zdarzenia. Początkowe doniesienia, wyniki lub statystyki mogą być niepewne. Ostatnie aktualizacje do tego artykułu mogą nie odzwierciedlać najbardziej aktualnych informacji.
Sezon 2024/2025 Pucharu Świata w skeletonie – 39. sezon Pucharu Świata w skeletonie. Rywalizacja rozpoczęła się 16 listopada 2024 r. w południowokoreańskim Pjongczangu, a zakończyła 8 lutego 2025 r. w norweskim Lillehammer. 
Podczas sezonu 2024/2025 odbędą się dwie seniorskie imprezy mistrzowskie, na których rozdane zostaną medale. Na początku lutego (w ramach zawodów Pucharu Świata) rozegrane zostały mistrzostwa Europy w Lillehammer, natomiast na początku marca odbędą się mistrzostwa świata w Lake Placid.
Obrońcami Kryształowych Kul byli: Holenderka Kimberley Bos oraz Brytyjczyk Matt Weston.

## Punktacja
Od sezonu 2007/2008 za miejsca zajęte w konkursie Pucharu Świata zawodnicy otrzymują punkty według następującej tabeli: 
| Miejsce | 1   | 2   | 3   | 4   | 5   | 6   | 7   | 8   | 9   | 10  | 11  | 12  | 13  | 14  | 15  | 16 | 17 | 18 | 19 | 20 | 21 | 22 | 23 | 24 | 25 | 26 | 27 | 28 | 29 | 30 |
| Punkty  | 225 | 210 | 200 | 192 | 184 | 176 | 168 | 160 | 152 | 144 | 136 | 128 | 120 | 112 | 104 | 96 | 88 | 80 | 74 | 68 | 62 | 56 | 50 | 45 | 40 | 36 | 32 | 28 | 24 | 20 |

## Kalendarz Pucharu Świata
| Lp.                                            | Data              | Miejscowość  | Konkurencja      | 1. miejsce                                        | 2. miejsce                                         | 3. miejsce                                       |
| ---------------------------------------------- | ----------------- | ------------ | ---------------- | ------------------------------------------------- | -------------------------------------------------- | ------------------------------------------------ |
| 1.                                             | 16 listopada 2024 | Pjongczang   | Kobiety          | Amelia Coltman                                    | Janine Flock                                       | Nicole Rocha Silveira                            |
| 1.                                             | 16 listopada 2024 | Pjongczang   | Mężczyźni        | Christopher Grotheer                              | Marcus Wyatt                                       | Matt Weston                                      |
| 2.                                             | 17 listopada 2024 | Pjongczang   | Kobiety          | Freya Tarbit                                      | Hannah Neise                                       | Janine Flock                                     |
| 2.                                             | 17 listopada 2024 | Pjongczang   | Mężczyźni        | Christopher Grotheer                              | Marcus Wyatt                                       | Matt Weston                                      |
| 3.                                             | 23 listopada 2024 | Yanqing      | Kobiety          | Zhao Dan                                          | Hannah Neise                                       | Freya Tarbit                                     |
| 3.                                             | 23 listopada 2024 | Yanqing      | Mężczyźni        | Christopher Grotheer                              | Matt Weston                                        | Yin Zheng                                        |
| 4.                                             | 6 grudnia 2024    | Altenberg    | Kobiety          | Kim Meylemans                                     | Susanne Kreher                                     | Hannah Neise                                     |
| 4.                                             | 6 grudnia 2024    | Altenberg    | Mężczyźni        | Christopher Grotheer                              | Matt Weston                                        | Marcus Wyatt                                     |
| 4.                                             | 6 grudnia 2024    | Altenberg    | Drużyny mieszane | Wielka Brytania 1 Tabitha Stoecker · Marcus Wyatt | Stany Zjednoczone 1 Sara Roderick · Austin Florian | Niemcy 1 Susanne Kreher · Christopher Grotheer   |
| 5.                                             | 13 grudnia 2024   | Sigulda      | Kobiety          | Kimberley Bos                                     | Janine Flock                                       | Kim Meylemans                                    |
| 5.                                             | 13 grudnia 2024   | Sigulda      | Mężczyźni        | Marcus Wyatt                                      | Matt Weston                                        | Yin Zheng Samuel Maier                           |
| 6.                                             | 3 stycznia 2025   | Winterberg   | Kobiety          | Janine Flock                                      | Anna Fernstädt                                     | Hannah Neise                                     |
| 6.                                             | 3 stycznia 2025   | Winterberg   | Mężczyźni        | Matt Weston                                       | Samuel Maier                                       | Christopher Grotheer                             |
| 6.                                             | 3 stycznia 2025   | Winterberg   | Drużyny mieszane | Chiny 1 Zhao Dan · Lin Qinwei                     | Austria 1 Janine Flock · Samuel Maier              | Chiny 2 Li Yuxi · Yin Zheng                      |
| 7.                                             | 10 stycznia 2025  | Sankt Moritz | Kobiety          | Janine Flock                                      | Kim Meylemans                                      | Nicole Rocha Silveira                            |
| 7.                                             | 10 stycznia 2025  | Sankt Moritz | Mężczyźni        | Matt Weston                                       | Christopher Grotheer                               | Amedeo Bagnis                                    |
| 7.                                             | 10 stycznia 2025  | Sankt Moritz | Drużyny mieszane | Niemcy 2 Jacqueline Pfeifer · Axel Jungk          | Stany Zjednoczone 1 Mystique Ro · Austin Florian   | Wielka Brytania 1 Amelia Coltman · Matt Weston   |
| 31. Mistrzostwa Europy IBSF 2025 – Lillehammer |                   |              |                  |                                                   |                                                    |                                                  |
| 8.                                             | 7 lutego 2025     | Lillehammer  | Kobiety          | Janine Flock                                      | Mystique Ro                                        | Amelia Coltman                                   |
| 8.                                             | 7 lutego 2025     | Lillehammer  | Mężczyźni        | Lin Qinwei                                        | Samuel Maier                                       | Marcus Wyatt                                     |
| 8.                                             | 8 lutego 2025     | Lillehammer  | Drużyny mieszane | Wielka Brytania 2 Amelia Coltman · Marcus Wyatt   | Austria 1 Janine Flock · Samuel Maier              | Stany Zjednoczone 1 Mystique Ro · Austin Florian |
| 68. Mistrzostwa Świata IBSF 2025 – Lake Placid |                   |              |                  |                                                   |                                                    |                                                  |

## Klasyfikacje

### Kobiety
| Miejsce | Pilotka               | Reprezentacja   | PYE | PYE | YAN | ALT | SIG | WIN | STM | LIL | Punkty |
| ------- | --------------------- | --------------- | --- | --- | --- | --- | --- | --- | --- | --- | ------ |
| 1.      | Janine Flock          | Austria         | 2   | 3   | 12  | 4   | 2   | 1   | 1   | 1   | 1615   |
| 2.      | Kimberley Bos         | Holandia        | 8   | 9   | 6   | 5   | 1   | 4   | 5   | 4   | 1465   |
| 3.      | Hannah Neise          | Niemcy          | 6   | 2   | 2   | 3   | 4   | 3   | 14  | 9   | 1452   |
| 4.      | Amelia Coltman        | Wielka Brytania | 1   | 19  | 14  | 6   | 5   | 5   | 11  | 3   | 1291   |
| 5.      | Jacqueline Pfeifer    | Niemcy          | 10  | 4   | 5   | 13  | 11  | 6   | 6   | 8   | 1288   |
| 6.      | Nicole Rocha Silveira | Brazylia        | 3   | 6   | —   | 7   | 14  | 8   | 3   | 6   | 1192   |
| 7.      | Tabitha Stoecker      | Wielka Brytania | 18  | 5   | 4   | 10  | 9   | 16  | 4   | 10  | 1184   |
| 8.      | Freya Tarbit          | Wielka Brytania | 4   | 1   | 3   | 21  | 8   | 13  | 17  | 14  | 1159   |
| 9.      | Susanne Kreher        | Niemcy          | 17  | 15  | 9   | 2   | 6   | 17  | 10  | 5   | 1146   |
| 10.     | Zhao Dan              | Chiny           | 5   | 11  | 1   | 17  | 16  | 20  | 8   | 10  | 1101   |

### Mężczyźni
| Miejsce | Pilot                 | Reprezentacja   | PYE | PYE | YAN | ALT | SIG | WIN | STM | LIL | Punkty |
| ------- | --------------------- | --------------- | --- | --- | --- | --- | --- | --- | --- | --- | ------ |
| 1.      | Matt Weston           | Wielka Brytania | 3   | 3   | 2   | 2   | 2   | 1   | 1   | 8   | 1640   |
| 2.      | Marcus Wyatt          | Wielka Brytania | 2   | 2   | 4   | 3   | 1   | 8   | 8   | 3   | 1557   |
| 3.      | Christopher Grotheer  | Niemcy          | 1   | 1   | 1   | 1   | DNS | 3   | 2   | 9   | 1462   |
| 4.      | Samuel Maier          | Austria         | 6   | 4   | 12  | 10  | 3   | 2   | 6   | 2   | 1436   |
| 5.      | Axel Jungk            | Niemcy          | 9   | 16  | 9   | 4   | 10  | 10  | 4   | 4   | 1264   |
| 6.      | Felix Keisinger       | Niemcy          | 9   | 8   | 14  | 9   | 6   | 5   | 18  | 6   | 1192   |
| 7.      | Władysław Heraskewycz | Ukraina         | 8   | 11  | 8   | 7   | 11  | 4   | 14  | 13  | 1184   |
| 8.      | Chen Wenhao           | Chiny           | 5   | 18  | 7   | 8   | 5   | 17  | 10  | 6   | 1184   |
| 9.      | Yin Zheng             | Chiny           | 16  | 14  | 3   | 11  | 3   | 20  | 9   | 5   | 1148   |
| 10.     | Lin Qinwei            | Chiny           | 18  | 7   | 5   | 20  | 21  | 5   | 12  | 1   | 1099   |
|         |                       |                 |     |     |     |     |     |     |     |     |        |
| 36.     | Vladyslav Polyvach    | Polska          | —   | —   | —   | —   | 26  | 28  | 38  | 28  | 99     |